# 茱迪·皮考特
茱迪·皮考特（Jodi Picoult，1966年5月19日—），美國小說家，至今已出版十餘本著作，當中多本作品成為紐約時報暢銷書榜榜首。擅於寫作充滿道德爭議的小說。2004年的作品姊姊的守護者（My Sister's Keeper）改編成同名電影，於2009年上映。

## 生平
1967年生於紐約長島，於普林斯頓大學學習寫作，1987年畢業，畢業後，成為哈佛大學教育碩士。

## 作品
- Songs of the Humpback Whale （大翅鯨之歌，1992）
- Harvesting the Heart （最初的心跳，1993）
- Picture Perfect （失去的幸福時光，1995）
- Mercy （當愛遠行，1996）
- The Pact（死亡約定， 1998）
- Keeping Faith （留住信念，1999）
- Plain Truth（完全真相，1999 ）
- Salem Falls （罪證，2001）
- Perfect Match （魔鬼遊戲，2002）
- Second Glance （門廊上的嬰兒鞋，2003）
- My Sister's Keeper（姊姊的守護者，2004）
- Vanishing Acts （消逝之行，2005）
- The Tenth Circle（第十層地獄，2006）
- Nineteen Minutes（事發的19分鐘，2007）
- Change of Heart（換心， 2008）
- Handle With Care （小心輕放，2009）
- House Rules （家規，2011）
- Sing You Home （凡妮莎的妻子，2011）
- Leaving Home: Short Pieces. （2011）
- Lone Wolf      （孤狼，2012）
- Between the Lines （2012）
- The storyteller （說故事的人，2013）
- Leaving Time （離別時刻，2014）
- Off the Page   （2015）
- Small Great Things  （那些重要的小事，2016）

## 外部連結

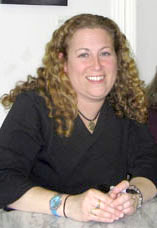
茱迪·皮考特

- Jodi Picoult 個人網站 （页面存档备份，存于）